# Linzer Autobahn
Linzer Autobahn er en betegnelse for den planlagte motorvej A26 i Østrig. Motorvejen skal gå i bue nordvest for Linz, hvor den skal aflaste Mühlkreis Autobahn A7 og Linz byområde. Motorvejen bliver omkring 8,5 kilometer lang og byggeriet forventes at begynde i 2009.